# Shildon Locomotion Museum
Le Shildon Locomotion Museum est un musée national ferroviaire britannique. Il se situe à Shildon dans le comté de Durham en Angleterre près de la ligne de chemin de fer Stockton - Darlington dont l'ingénieur en chef était Timothy Hackworth au XIXe siècle. Il fait partie de la collection nationale britannique et prend la suite du Musée du chemin de fer victorien Timothy Hackworth.

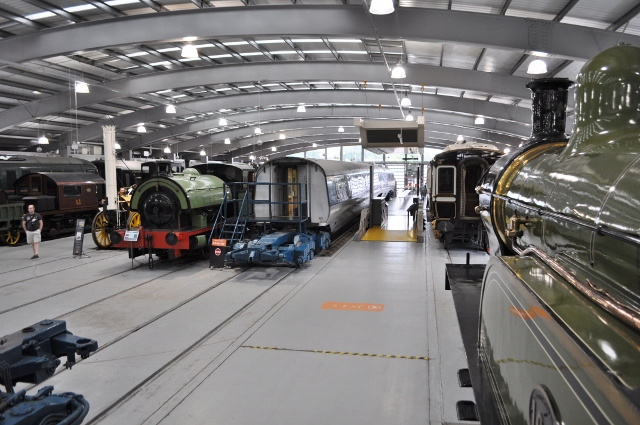
Grand Hall d'exposition

## Les collections
La liste suivante n'est pas exhaustive et devra être complétée ou actualisée au fil du temps (dernière actualisation en août 2024) :
| Réseau d'origine                 | Numéro et Nom  | Type ou Classe | Constructeur et date                          | Disposition des essieux | Lieu d'exposition | Numéro d'objet | Photo |
| -------------------------------- | -------------- | -------------- | --------------------------------------------- | ----------------------- | ----------------- | -------------- | ----- |
| Stockton & Darlington Railway    | Rocket         | Réplique       | 1935                                          | 0-2-2                   | Shildon           | 1935-87        |       |
| Liverpool & Manchester Railway   | La Sans Pareil |                | Timothy Hackworth, William Hedley, circa 1815 | 0-4-0                   | Shildon           | 1864-45        |       |
| Hetton Colliery                  | Bradyll        |                | Timothy Hackworth, c.1837                     | 0-6-0                   | Shildon           | 2008-7058      |       |
| London and North Western Railway | 3020 Cornwall  |                | Crewe Works, 1847                             | 2-2-2                   | Shildon           | 1975-7026      |       |
| London and South Western Railway | 563            | T3 Class       | LSWR Nine Elms, 1893                          | 4-4-0                   | Shildon           | 1975-7000      |       |
| Great Northern Railway           | 1247           | Class J13      | Sharp Stewart and Co, 1899                    | 0-6-0 ST                | Shildon           | ?              |       |
| North Staffordshire Railway      | 2              | L Class        | NSR Stoke, 1922                               | 0-6-2T                  | Shildon           | 1978-7032      |       |
| London Midland Scottish Railway  | 13000          | 5MT ("Crab")   | Horwich Works, 1926                           | 2-6-0                   | Shildon           | 1978-7036      |       |
| British Railway                  | E5001          | Class 71       | Doncaster Works, 1958                         | Bo-Bo                   | Shildon           | 1978-7006      |       |
| British Railway                  | D2090          | Class 03       | Doncaster Works, 1960                         | 0-6-0                   | Shildon           | 1976-7005      |       |
| English Electric                 | Deltic         | Prototype      | English Electric, 1955                        | Co-Co                   | Shildon           | 1963-80        |       |